# Série Vaga-Lume
A Série Vaga-Lume é uma coleção de livros brasileira voltada para o público infantojuvenil lançada em 1973, pela editora Ática. Inicialmente a série publicou títulos que já haviam sido lançados por outras editoras, como sua primeira obra  A Ilha Perdida (1973), de Maria José Dupré, publicada anteriormente pela editora Brasiliense, em 1944.
No início da década de 1980, devido sua crescente popularidade, a Ática passou a contratar escritores para a publicação de títulos inéditos. Mais tarde, em 1999, foi lançado o selo Vaga-Lume Júnior, composto de 25 títulos e voltado exclusivamente para o público infantil. Até o ano de 2008, a série Vaga-Lume era composta por mais de cem obras. A seguir passou por um hiato e foi reformulada após a venda da Ática ao grupo Somos Educação, o qual publicou seu último título em 2021.
A série Vaga-Lume tornou-se uma das coleções literárias mais longevas e que mais impactaram o público infantojuvenil brasileiro. Composta por 43 escritores e superando vendagem de oito milhões de exemplares até 2021, muitos de seus títulos se consolidaram como clássicos do segmento e ultrapassaram gerações de leitores.

## História
No início do ano de 1973, a Editora Ática lançou a série com o objetivo de oferecer literatura de qualidade para o público juvenil desenvolver o gosto pela leitura, principalmente para jovens que buscam aventuras literárias.
Quando o projeto surgiu, muitos autores foram convidados a participar, inclusive conhecidos por obras de outros gêneros ou voltados a outros públicos. Todos os originais passavam por seguidas avaliações de qualidade.
Até 2013, a coleção tinha um total de 91 obras, divididas na Série Vaga-Lume, com 69 livros, e a Vaga-Lume Júnior, com 22. No primeiro grupo, as mais vendidas são A Ilha Perdida, O Escaravelho do Diabo, Açúcar Amargo, Deu a Louca no Tempo e A Turma da Rua Quinze.

Mesmo após décadas da primeira edição, as principais características foram mantidas.
"Desde o seu lançamento, a série passou por quatro reformulações, mas a maioria dos livros ainda hoje tem a mesma ilustração de capa da já clássica primeira edição”, ressaltou a editora de livros juvenis da Ática, Carla Bitelli.

## Publicações
| Volume | Título                             | Autor                                                  | Ano  | Ref.   |
| ------ | ---------------------------------- | ------------------------------------------------------ | ---- | ------ |
| 1      | A Ilha Perdida                     | Maria José Dupré                                       | 1973 | [ 1 ]  |
| 2      | Cabra das Rocas                    | Homero Homem                                           | 1973 | [ 1 ]  |
| 3      | Coração de Onça                    | Ofélia Fontes e Narbal Fontes                          | 1973 | [ 1 ]  |
| 4      | Éramos Seis                        | Maria José Dupré                                       | 1973 | [ 1 ]  |
| 5      | O Escaravelho do Diabo             | Lúcia Machado de Almeida                               | 1974 | [ 4 ]  |
| 6      | O Gigante de Botas                 | Ofélia Fontes e Narbal Fontes                          | 1974 | [ 10 ] |
| 7      | O Caso da Borboleta Atíria         | Lúcia Machado de Almeida                               | 1975 | [ 10 ] |
| 8      | Cem noites Tapuias                 | Ofélia Fontes e Narbal Fontes                          | 1976 | [ 11 ] |
| 9      | Menino de Asas                     | Homero Homem                                           | 1977 | [ 11 ] |
| 10     | Tonico                             | José Rezende Filho                                     | 1978 | [ 11 ] |
| 11     | Spharion                           | Lúcia Machado de Almeida                               | 1979 | [ 11 ] |
| 12     | A Serra dos Dois Meninos           | A. Fraga Lima                                          | 1980 | [ 10 ] |
| 13     | O Mistério do Cinco Estrelas       | Marcos Rey                                             | 1981 | [ 10 ] |
| 14     | Zezinho, o dono da porquinha preta | Jair Vitória                                           | 1981 | [ 10 ] |
| 15     | O Feijão e o Sonho                 | Orígenes Lessa                                         | 1981 | [ 4 ]  |
| 16     | Aventuras de Xisto                 | Lúcia Machado de Almeida                               | 1982 | [ 11 ] |
| 17     | O rapto do Garoto de Ouro          | Marcos Rey                                             | 1982 | [ 10 ] |
| 18     | Xisto no espaço                    | Lúcia Machado de Almeida                               | 1982 | [ 11 ] |
| 19     | Tonico e Carniça                   | Francisco de Assis Almeida Brasil e José Rezende Filho | 1982 | [ 11 ] |
| 20     | Um Cadáver Ouve Rádio              | Marcos Rey                                             | 1983 | [ 11 ] |
| 21     | Xisto e o Pássaro Cósmico          | Lúcia Machado de Almeida                               | 1983 | [ 11 ] |
| 22     | A Primeira Reportagem              | Sylvio Pereira                                         | 1983 | [ 11 ] |
| 23     | Sozinha no Mundo                   | Marcos Rey                                             | 1984 | [ 10 ] |
| 24     | Os Pequenos Jangadeiros            | Aristides Fraga Lima                                   | 1984 | [ 11 ] |
| 25     | Os Barcos de Papel                 | José Maviael Monteiro                                  | 1984 | [ 11 ] |
| 26     | Deus me Livre!                     | Luiz Puntel                                            | 1984 | [ 3 ]  |
| 27     | O Mistério dos Morros Dourados     | Francisco Marins                                       | 1985 | [ 11 ] |
| 28     | Dinheiro do céu                    | Marcos Rey                                             | 1985 | [ 11 ] |
| 29     | Perigos no Mar                     | Aristides Fraga Lima                                   | 1985 | [ 11 ] |
| 30     | A Grande Fuga                      | Sylvio Pereira                                         | 1985 | [ 11 ] |
| 31     | Bem-vindos ao Rio                  | Marcos Rey                                             | 1986 | [ 12 ] |
| 32     | Pega Ladrão                        | Luiz Galdino                                           | 1986 |        |
| 33     | Açúcar Amargo                      | Luiz Puntel                                            | 1986 | [ 6 ]  |
| 34     | O Outro Lado da Ilha               | José Maviael Monteiro                                  | 1986 |        |
| 35     | Enigma na Televisão                | Marcos Rey                                             | 1987 |        |
| 36     | Os Passageiros do Futuro           | Wilson Rocha                                           | 1987 | [ 13 ] |
| 37     | Meninos sem Pátria                 | Luiz Puntel                                            | 1988 | [ 14 ] |
| 38     | A Montanha das Duas Cabeças        | Francisco Marins                                       | 1988 |        |
| 39     | O Ninho dos Gaviões                | José Maviael Monteiro                                  | 1988 |        |
| 40     | Garra de Campeão                   | Marcos Rey                                             | 1988 | [ 15 ] |
| 41     | A Vida Secreta de Jonas            | Luiz Galdino                                           | 1989 | [ 14 ] |
| 42     | Aventura no Império do Sol         | Silvia Cintra Franco                                   | 1989 |        |
| 43     | Quem Manda já Morreu               | Marcos Rey                                             | 1989 |        |
| 44     | A Turma da Rua Quinze              | Marçal Aquino                                          | 1989 | [ 1 ]  |
| 45     | Na Barreira do Inferno             | Silvia Cintra Franco                                   | 1990 |        |
| 46     | Um Leão em Família                 | Luiz Puntel                                            | 1990 | [ 14 ] |
| 47     | Corrida Infernal                   | Marcos Rey                                             | 1990 |        |
| 48     | Na Mira do Vampiro                 | Lopes dos Santos                                       | 1990 |        |
| 49     | A Árvore que Dava Dinheiro         | Domingos Pellegrini                                    | 1991 | [ 14 ] |
| 50     | A Maldição do Tesouro do Faraó     | Sérsi Bardari                                          | 1991 | [ 1 ]  |
| 51     | O Desafio do Pantanal              | Silvia Cintra Franco                                   | 1991 |        |
| 52     | Na Rota do Perigo                  | Marcos Rey                                             | 1991 | [ 12 ] |
| 53     | Ameaça nas Trilhas do Tarô         | Sérsi Bardari                                          | 1992 | [ 1 ]  |
| 54     | O Jogo do Camaleão                 | Marçal Aquino                                          | 1992 | [ 1 ]  |
| 55     | Tráfico de Anjos                   | Luiz Puntel                                            | 1992 |        |
| 56     | Um Rosto no Computador             | Marcos Rey                                             | 1992 |        |
| 57     | O Fantasma de Tio William          | Rubens Francisco Lucchetti                             | 1992 | [ 16 ] |
| 58     | Confusões & Calafrios              | Silvia Cintra Franco                                   | 1992 |        |
| 59     | Um Gnomo na Minha Horta            | Wilson Rocha                                           | 1993 |        |
| 60     | Office-boy em Apuros               | Bosco Brasil                                           | 1993 |        |
| 61     | Doze Horas de Terror               | Marcos Rey                                             | 1993 |        |
| 62     | O Segredo dos Sinais Mágicos       | Sérsi Bardari                                          | 1993 | [ 1 ]  |
| 63     | A Aldeia Sagrada                   | Francisco Marins                                       | 1993 | [ 14 ] |
| 64     | O Mistério da Cidade-Fantasma      | Marçal Aquino                                          | 1994 |        |
| 65     | Agitação à Beira-mar               | Leusa Araujo                                           | 1994 |        |
| 66     | O Brinquedo Misterioso             | Luiz Galdino                                           | 1994 |        |
| 67     | Um Inimigo em Cada Esquina         | Raul Drewnick                                          | 1994 | [ 1 ]  |
| 68     | O Diabo no Porta-malas             | Marcos Rey                                             | 1995 | [ 15 ] |
| 69     | O Fabricante de Terremotos         | Wilson Rocha                                           | 1995 |        |
| 70     | Viagem pelo Ombro da Minha Jaqueta | Lô Galasso                                             | 1995 |        |
| 71     | Em Busca do Diamante               | Francisco Marins                                       | 1995 |        |
| 72     | A Vingança da Cobra                | Marcos Bagno                                           | 1995 |        |
| 73     | Vencer ou Vencer                   | Raul Drewnick                                          | 1995 |        |
| 74     | O Primeiro Amor e Outros Perigos   | Marçal Aquino                                          | 1996 | [ 1 ]  |
| 75     | O Super Tênis                      | Ivan Jaf                                               | 1996 |        |
| 76     | A Charada do Sol e da Chuva        | Luiz Galdino                                           | 1996 |        |
| 77     | Terror na Festa                    | Janaína Amado                                          | 1996 |        |
| 78     | Gincana da Morte                   | Marcos Rey                                             | 1997 | [ 1 ]  |
| 79     | Jogo Sujo                          | Marcelo Duarte                                         | 1997 | [ 1 ]  |
| 80     | Missão no Oriente                  | Luiz Puntel                                            | 1997 |        |
| 81     | O Preço da Coragem                 | Raul Drewnick                                          | 1997 |        |
| 82     | A Magia da Árvore Luminosa         | Rosana Bond                                            | 1998 |        |
| 83     | Segura, peão!                      | Luiz Galdino                                           | 1998 |        |
| 84     | A Grande Virada                    | Raul Drewnick                                          | 1999 |        |
| 85     | A Guerra do Lanche                 | Lourenço Cazarré                                       | 1999 |        |
| 86     | O Robô que Virou Gente             | Ivan Jaf                                               | 1999 |        |
| 87     | Nas Ondas do Surfe                 | Edith Modesto                                          | 2000 |        |
| 88     | Operação Nova York                 | Luiz Antonio Aguiar                                    | 2000 |        |
| 89     | Correndo Contra o Destino          | Raul Drewnick                                          | 2001 |        |
| 90     | Deu a Louca no Tempo               | Marcelo Duarte                                         | 2001 |        |
| 91     | Tem Lagartixa no Computador        | Marcelo Duarte                                         | 2001 |        |
| 92     | Crescer é uma Aventura             | Rosana Bond                                            | 2002 | [ 14 ] |
| 93     | S.O.S. Ararinha-azul               | Edith Modesto                                          | 2002 |        |
| 94     | Manobra Radical                    | Edith Modesto                                          | 2003 |        |
| 95     | Na Ilha do Dragão                  | Maristel Alves dos Santos                              | 2003 |        |
| 96     | O Ouro do Fantasma                 | Manuel Filho                                           | 2004 |        |
| 97     | A Noite dos Quatro furacões        | Raul Drewnick                                          | 2005 | [ 1 ]  |
| 98     | O Grito do Hip-Hop                 | Fátima Chaguri e Luiz Puntel                           | 2005 | [ 3 ]  |
| 99     | O Segredo dos Índios               | Edith Modesto                                          | 2005 |        |
| 100    | O Senhor da Água                   | Rosana Bond                                            | 2006 |        |
| 101    | A Chave do Corsário                | Eliana Martins                                         | 2007 |        |
| 102    | Morte no Colégio                   | Luis Eduardo Matta                                     | 2007 |        |
| 103    | Salvando a Pele                    | Mário Teixeira                                         | 2007 |        |
| 104    | O Mestre dos Games                 | Afonso Machado                                         | 2008 | [ 17 ] |
| 105    | Ponha-se no Seu Lugar              | Ana Pacheco                                            | 2020 | [ 18 ] |
| 106    | Os Marcianos                       | Luiz Antônio Aguiar                                    | 2021 | [ 18 ] |

| Volume | Título                              | Autor                          | Ano  | Ref.   |
| ------ | ----------------------------------- | ------------------------------ | ---- | ------ |
| 1      | Catarina Malagueta                  | Cristina Porto                 | 1999 |        |
| 2      | O Segredo do Violinista             | Eva Furnari                    | 1999 |        |
| 3      | Quem Está Perseguindo Zero-Zero-Au? | Thomas Brezina                 | 1999 |        |
| 4      | Vamos Salvar a Baleia!              | Thomas Brezina                 | 1999 |        |
| 5      | O Ladrão de Sorrisos                | Marcelo Duarte                 | 2000 |        |
| 6      | O Menino Que Adivinhava             | Marcos Rey                     | 2000 | [ 14 ] |
| 7      | Pacto de Sangue                     | Fanny Abramovich               | 2000 |        |
| 8      | A Ilha Perdida                      | Maria José Dupré               | 2000 |        |
| 9      | Escolinha do Horror                 | Jackie Niebisch                | 2001 |        |
| 10     | Ricardinho, o Grande                | Raul Drewnick                  | 2001 |        |
| 11     | Joana Banana                        | Cristina Porto                 | 2002 |        |
| 12     | Na Mira do Vampiro                  | Lopes dos Santos               | 2002 |        |
| 13     | O Pinguim Que Não Veio do Frio      | Wagner D'Ávila e Maga D'Ávila  | 2002 | [ 14 ] |
| 14     | A Hora da Decisão                   | Raul Drewnick                  | 2003 |        |
| 15     | Meu Outro Eu                        | Marcelo Duarte                 | 2003 |        |
| 16     | De Boca Bem Fechada                 | Liliana Iacocca                | 2004 |        |
| 17     | Melhor de Três                      | Angela Carneiro                | 2004 |        |
| 18     | Papai Noel de Aluguel               | Regina Chamlian                | 2004 |        |
| 19     | Por Trás das Portas                 | Fanny Abramovich               | 2004 |        |
| 20     | Rabiscou? O Bicho Pegou!            | Maria Heloisa Almeida Penteado | 2004 |        |
| 21     | Alice no País da Mentira            | Pedro Bandeira                 | 2005 |        |
| 22     | Caminho de Volta                    | Luis Fernando Pereira          | 2006 |        |
| 23     | Consertam-se Arco-Íris              | Ivan Jaf                       | 2007 |        |
| 24     | No Rastro dos Caçadores             | Sean Taylor                    | 2007 |        |
| 25     | Ana Pijama no País do Pensamento    | Jô Duarte                      | 2009 | [ 19 ] |

## Recepção
Estima-se que a obra A Ilha Perdida, de Maria José Dupré, ultrapassou a marca de 3,5 milhões de exemplares vendidos.
Um dos maiores sucessos da série, O Escaravelho do Diabo, de Lúcia Machado de Almeida (1910-2005), foi lançado primeiramente em 1956, como um folhetim da revista O Cruzeiro.
Inicialmente, a série se caracterizava pela presença de obras e autores já consagrados. Na segunda década após seu lançamento, tanto os textos quanto os autores passaram a ser inéditos.
Milton Rodrigues Alves, um dos ilustradores da série, conta que, para os desenhos de O Caso da Borboleta Atíria, passou muitas horas em um Museu de Zoologia. “Não tínhamos internet, e a melhor maneira de saber a forma de um Dynastes Hercules era indo ao Museu”, conta Milton.